# FIBA Europe League 2003-04
El FIBA Europe League 2003-04 fue la primera edición de la FIBA Europe League, el tercer nivel de competiciones europeas de baloncesto. El campeón fue el UNICS Kazán ruso.

## Equipos
| Temporada regular | Temporada regular | Temporada regular  | Temporada regular      |
| ----------------- | ----------------- | ------------------ | ---------------------- |
| STB Le Havre      | PAOK              | UNICS Kazán        | Hemofarm               |
| Racing Paris      | TIM Maroussi      | Ural Great Perm    | Vojvodina              |
| SLUC Nancy        | Aris              | Khimki             | Hapoel Tel Aviv        |
| Kiev              | Peristeri         | Dynamo Moscú       | Strauss Iscar Nahariya |
| Azovmash          | Polonia Warszawa  | Skonto             | Široki                 |
| Odessa            | Anwil Włocławek   | Telindus Oostende  | GHP Bamberg            |
| ECM Nymburk       | AEL Limassol      | Dexia Mons-Hainaut | Honka Playboys         |
| Türk Telekom      | Alytus            | Tallinn Kalev      |                        |

## Competición

### Octavos de final
| Equipo 1            | Resultado | Equipo 2           | Partido 1 | Partido 2 | Partido 3 | Total     |
| ------------------- | --------- | ------------------ | --------- | --------- | --------- | --------- |
| KK Vojvodina        | 0 - 2     | UNICS Kazán        | 67 - 77   | 73 - 85   | -         | 140 - 162 |
| TIM-Maroussi        | 2 - 0     | Azovmach Marioupol | 76 - 70   | 88 - 84   | -         | 164 - 154 |
| Türk Telekom Ankara | 0 - 2     | Ironi Nahariya     | 78 - 101  | 75 - 98   | -         | 153 - 199 |
| Base Oostende       | 0 - 2     | Dynamo Moscú       | 74 - 94   | 70 - 72   | -         | 144 - 166 |
| Aris BC             | 2 - 0     | Anwil Włocławek    | 96 - 85   | 98 - 92   | -         | 194 - 177 |
| GHP Bamberg         | 0 - 2     | KK Hemofarm        | 66 - 80   | 70 - 79   | -         | 136 - 159 |
| AEL Limassol        | 0 - 2     | Hapoel Tel Aviv    | 66 - 87   | 73 - 89   | -         | 139 - 176 |
| Ural Great Perm     | 2 - 1     | Khimki             | 100 - 94  | 79 - 85   | 88 - 67   | 267 - 246 |

### Cuartos de final
| Equipo 1        | Resultado | Equipo 2       | Partido 1 | Partido 2 | Partido 3 | Total     |
| --------------- | --------- | -------------- | --------- | --------- | --------- | --------- |
| KK Hemofarm     | 1 - 2     | UNICS Kazán    | 52 - 76   | 71 - 70   | 58 - 87   | 181 - 233 |
| TIM-Maroussi    | 2 - 1     | Aris BC        | 85 - 76   | 93 - 101  | 99 - 90   | 277 - 267 |
| Ural Great Perm | 2 - 1     | Ironi Nahariya | 96 - 81   | 77 - 89   | 81 - 73   | 254 - 243 |
| Hapoel Tel Aviv | 2 - 0     | Dynamo Moscú   | 92 - 82   | 83 - 80   | -         | 175 - 162 |

### Final Four
|  | Semifinales         | Semifinales         |              |             | Final               | Final               |  |
|  | 22 de abril – Kazán | 22 de abril – Kazán |              |             | 24 de abril – Kazán | 24 de abril – Kazán |  |
|  |                     |                     |              |             |                     |                     |  |
|  |                     |                     |              |             |                     |                     |  |
|  | UNICS Kazán         | 93                  |              |             |                     |                     |  |
|  | UNICS Kazán         | 93                  |              |             |                     |                     |  |
|  | Ural Great Perm     | 68                  |              |             |                     |                     |  |
|  | Ural Great Perm     | 68                  |              | UNICS Kazán | 87                  |                     |  |
|  |                     |                     |              | UNICS Kazán | 87                  |                     |  |
|  |                     |                     | TIM Maroussi | 63          |                     |                     |  |
|  | TIM Maroussi        | 92                  | TIM Maroussi | 63          |                     |                     |  |
|  | TIM Maroussi        | 92                  |              |             |                     |                     |  |
|  | Hapoel Tel Aviv     | 74                  |              |             | Tercer lugar        | Tercer lugar        |  |
|  | Hapoel Tel Aviv     | 74                  |              |             | Tercer lugar        | Tercer lugar        |  |
|  |                     |                     |              |             |                     |                     |  |
|  |                     |                     |              |             | Ural Great Perm     | 104                 |  |
|  |                     |                     |              |             | Ural Great Perm     | 104                 |  |
|  |                     |                     |              |             | Hapoel Tel Aviv     | 112                 |  |
|  |                     |                     |              |             | Hapoel Tel Aviv     | 112                 |  |
|  |                     |                     |              |             |                     |                     |  |

### Final
| 18 de mayo de 2014 | UNICS Kazán                                             | 87–63                                 | TIM Maroussi                                   | |  |
| 19:30 (CET+7)      | Parciales: 30–16, 16–18, 16–12, 25–17                   | Parciales: 30–16, 16–18, 16–12, 25–17 | Parciales: 30–16, 16–18, 16–12, 25–17          | |  |
|                    | Estadísticas Müürsepp 22 Khryapa, Anstey 7 Samoylenko 9 | Reporte Pts Reb Asts                  | Estadísticas Blakney 16 Agadakos 6 Spanoulis 5 | Pabellón: Basket Hall Arena, Kazán Asistencia: 7.000 espectadores Árbitros: Miguel Betancor (ESP), Luigi Lamonica (ITA) |  |

| UNICS |  | Maroussi |

| Campeón de la 2004 FIBA Europe League |
| ------------------------------------- |
| UNICS Kazán (1.er título)             |